# Régiment de soutien du combattant
Le régiment de soutien du combattant (RSC) était un régiment de l'Armée de terre française créé en 2011 et transformé en 14e régiment d'infanterie et de soutien logistique parachutiste en 2018.

## Historique
Le régiment de soutien du combattant (RSC) est créé le 28 juillet 2011 à Toulouse à partir du 4e groupe logistique du Commissariat de l'armée de terre (4e GLCAT). Il faisait partie de la 1re brigade logistique puis du commandement de la logistique des forces.
Ce régiment de plus de 1 000 personnes était installé dans le quartier Pradère, à Toulouse. 
Le 1er juillet 2018, il est transformé en régiment à vocation parachutiste et prend l'appellation de 14e régiment d'infanterie et de soutien logistique parachutiste (14e RISLP).

## Mission
La mission du RSC consistait à soutenir les combattants au front. Ce régiment assurait la vie quotidienne des soldats des autres régiments en leur fournissant les douches, le pain, des laveries et les équipements nécessaires au bon fonctionnement d'une opération. Le RSC a notamment été engagé au Mali, en République centrafricaine et dans une quinzaine d'autres théâtres.

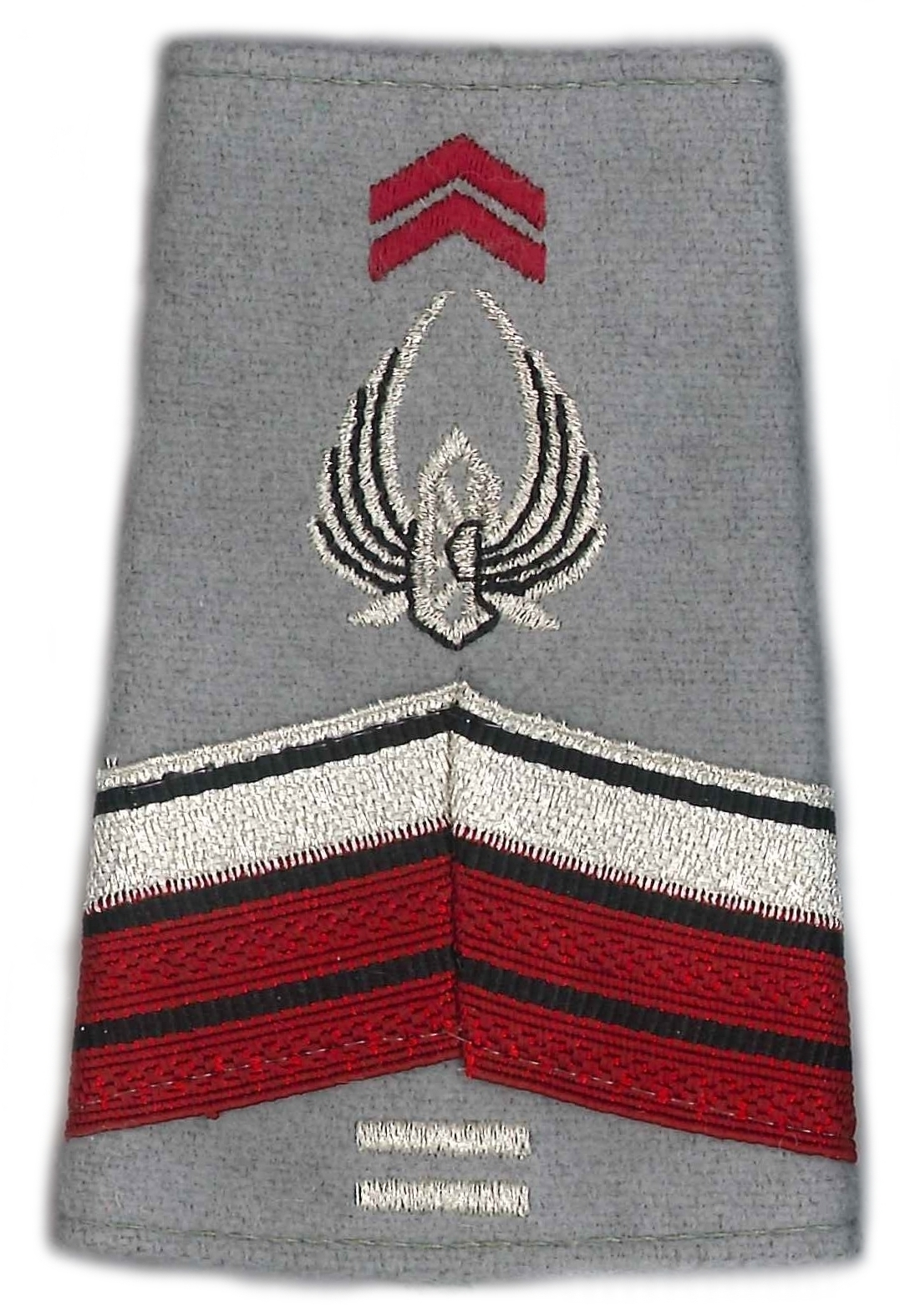
Grade de brigadier-chef du RSC

## Composition
Le régiment comprenait 6 unités élémentaires :
- 5 unités spécialisées dans le domaine du soutien de l’homme. Elles étaient composées de militaires professionnels ;
- 1 unité de commandement et de logistique chargée d’armer le poste de commandement régimentaire.
- 1 unité spécialisée de réserve chargée d'appuyer les compagnies d'active.